# Stefan Söderberg
Stefan Anders Gunnar Söderberg, går under smeknamnen Mannen med hatten och Hatten, född 10 april 1944, är en svensk idrottsledare som var mest känd för att vara sportchef och klubbdirektör för AIK Fotboll under 1990- och början av 2000-talet.

## Biografi
Söderberg arbetade först som lärare, och var lagledare och ordförande i Spånga IS innan han flyttade till Djurgårdens IF. Där var han ordförande fram till 1988 när han utsågs till sportchef. År 1990 blev Söderberg klubbdirektör i Djurgårdens ärkerival AIK. Han var med när AIK tog SM-guld under Tommy Söderberg 1992, och när AIK tog guld 1998 och därefter spelade i Champions League. År 2000 åsidosattes han av klubbens dåvarande vd Sanny Åslund och blev i stället vd för AIK Fotboll Transfer AB till 2002, då han slutade i klubben.
I mars 2005 återvände han till AIK som konsult, och hjälpte klubben att ta sig upp i allsvenskan igen. I november samma år utnämndes han till sportchef, men i maj 2006 ersattes han av Ola Andersson och blev i stället scoutingansvarig.

### Familj
Söderberg är far till Fredrik Söderberg, som sedan 2023 är klubbdirektör och vd i AIK.